# Oscar Strasnoy

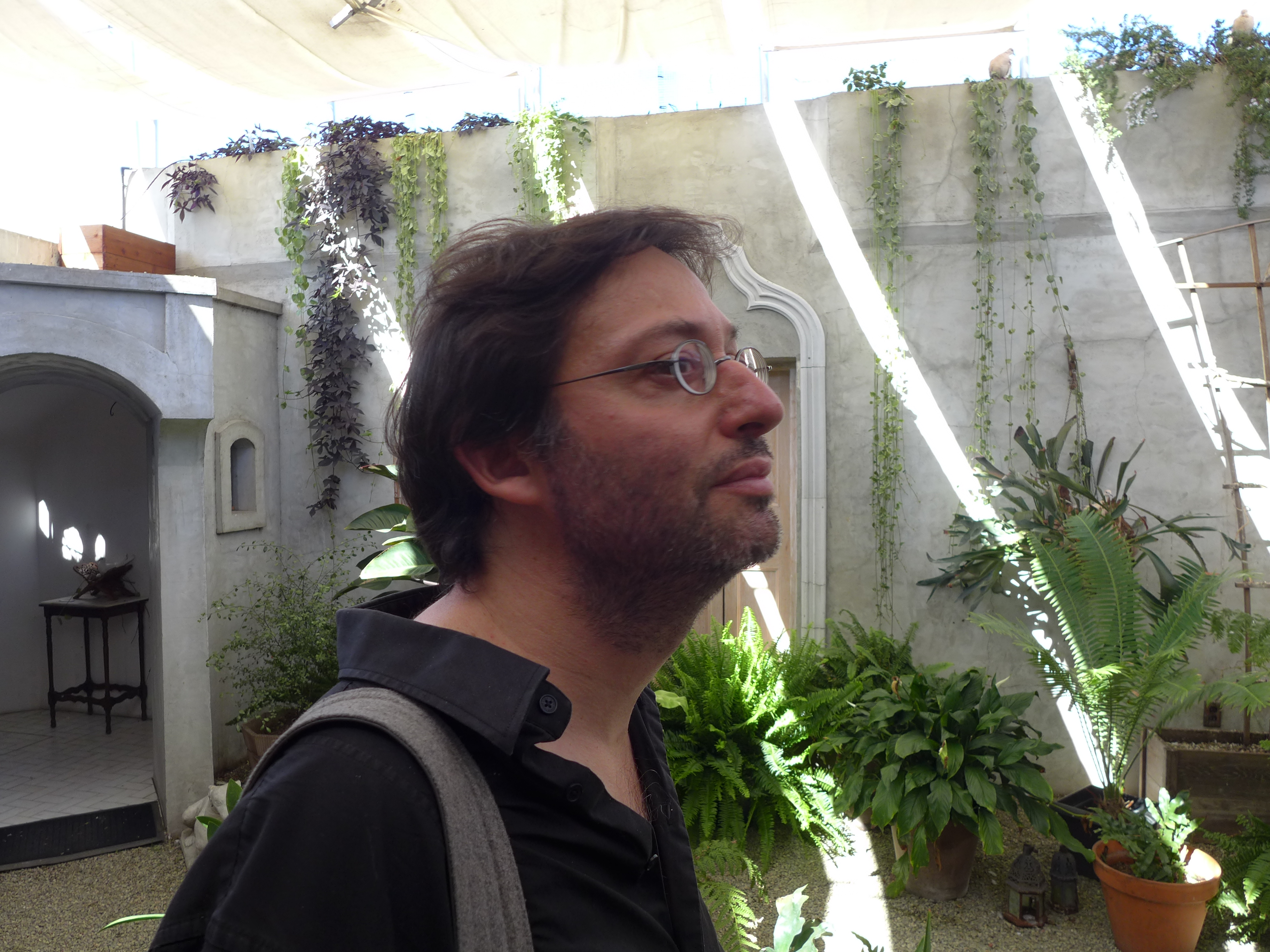
Oscar Strasnoy im Museum of Jurassic Technology, Los Angeles, Kalifornien. Foto: Susanne Bürner, 2015

Oscar Strasnoy (* 12. November 1970 in Buenos Aires) ist ein Komponist, Dirigent und Pianist mit argentinischer und französischer Staatsangehörigkeit.

## Leben und Karriere
Strasnoy studierte Klavier und Komposition am Conservatorio Nacional in Buenos Aires, am Conservatoire National Supérieur de Musique de Paris (Premier Prix im Fach Komposition) und an der Musikhochschule Frankfurt. Seine Kompositionslehrer waren unter anderem Gérard Grisey und Hans Zender.
In den Jahren von 1996 bis 1998 war er Musikdirektor des Orchestre du CROUS in Paris und wurde 1999 mit dem Orpheus-Preis beim Spoleto-Festival in Italien für die Oper Midea geehrt. Nach einer Einladung durch Péter Eötvös als Komponist am Herrenhaus Edenkoben im Jahr 2000 fand die Uraufführung Hochzeitsvorbereitungen statt, später folgte eine Ausstellung in der Akademie Schloss Solitude in Stuttgart.
2003 war die Uraufführung des Stücks Opérette nach Witold Gombrowiczs Theaterstück Operette im Grand Théâtre de Reims, wofür Strasnoy einen Preis erhielt. Ein Jahr später wurden drei Stücke mit den Neuen Vocalsolisten, Ann Murray und dem Nash Ensemble sowie Paul Kildea aufgeführt. Bis zum Jahre 2009 wurden weitere Stücke aufgeführt und anschließend das Buch Oscar Strasnoy: La stratification de la mémoire veröffentlicht.
Am 7. März 2010 war die Uraufführung der Oper La Bal in der Hamburgischen Staatsoper unter der Leitung von Simone Young nach einem Text von Irène Némirovsky.
2012 wurde Strasnoy von Radio France in Zusammenarbeit mit dem Théâtre du Châtelet als Gastkomponist des Festivals Présences 2012 präsentiert – mit einer Retrospektive in 14 Konzerten.

## Werke

### Opern
- 1999: Midea, Oper. Libretto: Irina Possamai. UA: Teatro Caio Melisso, Spoleto, Oktober 2000. Weitere Aufführungen: Rom Oper, März 2001
- 2002: Opérette. Libretto: Witold Gombrowicz. UA: Grand Théâtre de Reims, Januar 2003. Weitere Aufführungen: Maison de la Musique de Nanterre, Opéra de Cergy, Théâtre Sylvia Monfort, Paris etc. (17 Aufführungen)
- 2003: Geschichte, Operette a cappella. Libretto: Galin Stoev und Oscar Strasnoy, nach Witold Gombrowicz. UA: Theaterhaus Stuttgart, März 2004. Weitere Aufführungen: Lille Oper, Teatro Colón Buenos Aires, Konzerthaus Berlin, Paris Théâtre du Châtelet, Herbst Festival Warschau. Dritte Produktion: Staatsoper Berlin
- 2005: Fabula, Kammeroper. Libretto: Alejandro Tantanian. UA: Teatro San Martín, Buenos Aires, November 2005. Weitere Aufführungen: Theaterhaus Stuttgart, Basel Gare du Nord, Paris Théâtre du Châtelet.
- 2007: L'instant, Kinderoper. Libretto: Alejandro Tantanian. UA: Maison des Arts de Créteil
- 2008–2010: Le Bal, Oper. Libretto: Matthew Jocelyn, nach Irène Némirovsky. UA: Hamburgische Staatsoper, März 2010. Zweite Produktion: Théâtre du Châtelet, Paris (Jan. 2012). Dritte Produktion: Prinzregententheater München (Nov. 2012).
- 2010: Un retour, Kammeroper. Libretto: Alberto Manguel. UA: Festival d'Aix en Provence, Juli 2010. Weitere Aufführungen: Théâtre du Châtelet, Paris (Jan. 2012)
- 2010: Cachafaz, Kammeroper. Libretto: Copi. UA: Théâtre National de Quimper, Nov. 2010. Weitere Aufführungen: Paris Opéra Comique, Théâtre de Malakoff, Opéra de Saint-Étienne, Teatro San Martín Buenos Aires.
- 2011: Dido & Æneas, Kammeroper. Nach: Henry Purcell. UA: Théâtre du Châtelet, Januar 2012
- 2012: Случай (Fälle), Oper nach Daniil Charms. UA: Opéra National de Bordeaux, Nov. 2012. Zweite Produktion: Zürich Oper, Mai 2015.
- 2013: Requiem, Oper in zwei Akt. Libretto: Matthew Jocelyn, nach Requiem for a nun von William Faulkner. UA: Teatro Colón, Buenos Aires, 10. Juni 2014.
- 2015–2016: Comeback, Kammeroper. Libretto: Christoph Hein, nach „Tilla“ und „Jannings“ von Christoph Hein. UA: Staatsoper Berlin, 30. September 2016.
- 2016–2017: Luther, Oper in 8 Szenen. Libretto: Christoph Hein. UA: Händel-Halle, Halle, 22. Oktober 2017.
- 2021–2022: Robinson, Kammeroper in 9 Szenen. Libretto: Sigrid Behrens nach Robinson Crusoe. UA: Staatsoper Berlin, 25. Februar 2023

### Andere Werke
- 1992: Incognito, Klavier. UA: Philharmonie Berlin, März 1995.
- 1995: Naipes, Kammermusik. UA: Paris 1995.
- 2000: Hochzeitsvorbereitungen (mit B und K), weltliche Kantate (CD Chant du Monde). Weltliche Kantate, nach Franz Kafka. UA der zweiten Version: Radio France, 2005
- 2004: Six Songs for the Unquiet Traveller, Liederkreis für Mezzo-Soprano und Ensemble. Text: Alberto Manguel. UA: Wigmore Hall, Oktober 2004
- 2004: Underground, Oktober 2004. Film von Anthony Asquith, UK, 1928. UA: Musée du Louvre, Okt. 2004
- 2005: Scherzo (Sum nº3), für Orchester. UA: Orchestre Nat. d’Ile-de-France, Paris, 2006
- 2006: The End (Sum nº4), für Orchester. UA: Radio France, Februar 2007
- 2008: Quodlibet, Lieder Zyklus. Texte: Hans Magnus Enzensberger, Rainer Werner Fassbinder, Jean-Jacques Schuhl. UA:  Avignon, 2008
- 2008–2011: Incipit (Sum nº1), für Orchester. UA: Théâtre du Châtelet, Januar 2012
- 2008–2011: Y (Sum nº2), für Orchester. UA: Théâtre du Châtelet, Januar 2012
- 2010: Heine, Liederkreis für Mezzosopran und/oder Tenor und Klavier auf Heinrich Heine. UA: Arsenal de Metz, Nov. 2010.
- 2014: Müller, Liederkreis für Tenor und Klavier auf Texten von Wilhelm Müller, Heiner Müller und Herta Müller. UA: Internationale Hugo-Wolf-Akademie, Stuttgart, 2015.
- 2016: Ghost Stories, Streichquartett. UA: Théâtre des Bouffes du Nord, Paris, 2016.
- 2016: Automaton, Violinkonzert. UA: Elbphilharmonie, Hamburg, April 2017.
- 2017: Kuleshov, Klavierkonzert. UA: Québec, Kanada, Juni 2017.
- 2017: Ittingen-Concerto, für Kammerorchester. UA: Kartause Ittingen, Schweiz.
- 2017: 4. Juni, für Solovioline und Schallplatte. UA: Kartause Ittingen, Schweiz.
- 2017: Flashbacks, für 10 Instrumente. UA: München, aDevantgarde-Festival, München. Ed. Billaudot
- 2018: d'Amore, Konzert für Viola d’amore und Ensemble. UA: Donaueschinger Musiktage.
- 2019: Trí Amhrán Ghaelacha (3 irische Lieder) für Tenor und Klavier.
- 2019: Chanzuns Popularas Rumanchas (Rätoromanische Volkslieder) für Frauenstimme und Ensemble. UA: 29. Mai 2019 in La-Chaux-de-Fonds, Schweiz.
- 2019: Romanze (von Johannes Brahms) op. 118,5, Bearbeitung für Violine und Orchester. UA: 25. April 2019, Elbphilharmonie Hamburg, Isabelle Faust, NDR Elbphilharmonie-Orchester, Antonello Manacorda
- 2019: Zaunkönig und -gäste, für großes Orchester, Auftragskomposition der Musikalischen Akademie des Nationaltheater-Orchesters Mannheim, UA: Mannheim 1. Juli 2019, Alexander Soddy
- 2021: Tombeau de Monjeau, für Klavier.  UA: Paris, 14. Oktober 2022 Mara Dobresco.

## Diskographie
- 2025: Solokadenz für Ligetis Violinkonzert, mit Isabelle Faust. György Ligeti:  Violinkonzert. Concert Românesc. Klavierkonzert. Isabelle Faust, Les Siècles, François-Xavier Roth. Harmonia Mundi
- 2022: Tombeau de Monjeau für Klavier. Mara Dobresco, Klavier. Scala Music.
- 2022: Chanzuns Popularas Rumanchas (Rätoromanische Volkslieder) für Sopran und Ensemble. Sarah Maria Sun und Ensemble. SONGS.
- 2020: Kuleshov, Klavierkonzert. Alexandre Tharaud, Les Violons du Roy, Dir. Mathieu Lussier. Erato/Warner Classics.
- 2018: Luther, Oratorio. Staatskapelle Halle, Dir. Michael Wendeberg. Arthaus.
- 2018: Two Schubert Menuets (aus Fünf Menuette mit sechs Trios), Nr. 3 und Nr. 5, Isabelle Faust & Friends. Harmonia Mundi.
- 2017: Berceuse (aus Five Little Pieces for Piano, Ed. Billaudot), Mara Dobresco, Klavier. Paraty 107159.
- 2016: Hanokh, Erwan Keravec, Donatienne Michel-Dansac, und Vincent Bouchot, Vox.
- 2014: An Island Far, Ensemble 2e2m, dir. Pierre Roullier. Le Chant du Monde.
- 2013: Orchestral Works, Orchestre Philharmonique de Radio France, Dima Slobodeniuk und Susanna Mälkki, Dirigenten. AEON.
- 2013: Geschichte (Fragment), des Festivals Warschau Herbst. Neue Vocalsolisten Stuttgart.
- 2010: Un retour, Ensemble Musicatreize, dir. Roland Hayrabedian. Actes-Sud.
- 2007: Hochzeitsvorbereitungen (mit B und K), Ensemble 2e2m, dir. Pierre Roullier. Le Chant du Monde.
- 2000: Zwei Tangos (Derrumbe und Mano Brava). Bis records.
- 1998: Bloc-notes de Midea (5), dir. Peter Eötvös. Hochschule für Musik Köln/Conservatoire de Paris
- 1997: Zwei Fragmente aus Midea, Journées de la composition, Conservatoire de Paris

## Schriften
- 2017: Automaton – Jukebox 1. Monroe Books Berlin. ISBN 978-3-946950-01-1
- 2010: Un retour. Actes Sud. ISBN 978-2-7427-9130-9
- 2009: La stratification de la mémoire (auf Französisch und Englisch). À la ligne, Ensemble 2e2m. ISBN 978-2-913734-05-0

## Ehrungen
- 2019: Preis der Konex Stiftung Argentinien.
- 2013: Preis „Francis et Mica Salabert“ SACEM
- 2011: Prix Nouveau Talent Musique de la SACD (Société des auteurs et compositeurs dramatiques)
- 2010: Grand Prix de la musique symphonique, SACEM
- 2007: Guggenheim-Stipendium
- 2003: George-Enescu-Preis (gestiftet 1912 von George Enescu)
- 1999: Orpheus-Preis Città di Spoleto, Italien